# Clayoquot Arm Provincial Park
Der Clayoquot Arm Provincial Park (auch Clayoquot Arm Park) ist ein etwa 3490 Hektar (ha) großer Provincial Park im Südwesten der kanadischen Provinz British Columbia, an der Westküste von Vancouver Island.
Der Park ist Teil des Clayoquot Sound Biosphere Reserve, einem von der UNESCO anerkannten Biosphärenreservat.
Bei dem Park handelt es sich um einen sogenannten Day-Use Park. Diese Parks verfügen üblicherweise über keine umfangreiche touristische Infrastruktur und sind nur für Tagesbesuche ausgestattet, auf Grund der fehlenden Infrastruktur ist in diesem Park das „Wilderness Camping“ erlaubt.

## Anlage
Der Park liegt südöstlich von Tofino bzw. nördlich von Ucluelet, im Alberni-Clayoquot Regional District, am nordwestlichen Arm des Kennedy Lake. Von Norden kommend durchfließt der Clayoquot River den Park und mündet im Parkbereich in den Clayoquot Arm des Kennedy Lake. In seinem Mündungsbereich liegt ein Reservat der Tla-o-qui-aht (Clayoqua No. 9). Der Park grenzt im Norden und Osten über weite Bereiche an ein Schutzgebiet anderen Typs, das ʔAʔukmin Conservancy. Dieses Schutzgebiet grenzt im nordöstlicher Richtung wiederum an den Clayoquot Plateau Provincial Park. Im Westen grenzt der Park an ein anderes Schutzgebiet anderen Typs, das Unaacuł-ḥiłsyakƛis Conservancy, welches in nordwestlicher Richtung dann an den Tranquil Creek Provincial Park grenzt.
Bei dem Provinzpark handelt es sich um ein Schutzgebiet der IUCN-Kategorie II (Nationalpark).

## Geschichte
Der Park wurde am 13. Juli 1995, als eins in einer Gruppe von rund 50 Schutzgebieten, als Provincial Park in British Columbia eingerichtet. Zu den zeitgleich eingerichteten Parks gehören, neben anderen Parks unmittelbar am Clayoquot Sound, auch der nahegelegene Clayoquot Plateau Provincial Park, der Tranquil Creek Provincial Park, der Kennedy Lake Provincial Park und der Kennedy River Bog Provincial Park. Die Einrichtung dieser Parks war, als Folge der Unruhen in den 1980er-Jahren sowie den frühen 1990er-Jahren, welche sich gegen die Kahlschlagpolitik der Forstindustrie richteten, das Ergebnis der „Clayoquot Sound Land Use Decision“. Seit seiner Gründung wurden mehrfach, zuletzt im Jahr 2004 mit dem Parks and Protected Areas Statutes Amendment Act, entweder die Rechtsgrundlage für seinen Schutz und/oder seine Grenzen verändert. 
Wie jedoch bei fast allen Provinzparks in British Columbia gilt auch für diesen, dass die Gegend, lange bevor sie von europäischen Einwanderern besiedelt oder sie Teil eines Parks wurde, in diesem Fall Jagd-, Siedlungs- und Fischfanggebiet verschiedener Gruppen der First Nations, hier der Nuu-chah-nulth, war. Neben so genannten Culturally Modified Trees, also aufgrund von kulturellen Aktivitäten der Ureinwohner veränderte oder gefällte Bäumen, die im Park identifiziert wurden, finden sich auch andere nachweisliche Spuren ihrer Nutzung.

## Flora und Fauna
Mit dem Biogeoclimatic Ecological Classification (BEC) Zoning System wird das Ökosystem von British Columbia in verschiedene biogeoklimatische Zonen eingeteilt. Biogeoklimatische Zonen zeichnen sich durch ein grundsätzlich identisches oder sehr ähnliches Klima sowie gleiche oder sehr ähnliche biologische und geologische Voraussetzungen aus. Daraus resultiert in den jeweiligen Zonen dann grundsätzlich auch ein sehr ähnlicher Bestand an Pflanzen und Tieren. Innerhalb dieser Systematik wird der Park der Coastal Western Hemlock Zone zugeordnet.
Obwohl auch hier, vor der Einrichtung des Parks, Forstwirtschaft betrieben wurde, findet sich am Lake noch ein Primärwald (englisch old-growth forest) mit einem Bestand an Sitka-Fichten.